# Enrique Prochazka
Enrique Prochazka (Lima, 1960) es un escritor, fotógrafo y montañista peruano.

## Estudios realizados
Realizó estudios de filosofía y antropología en la Pontificia Universidad Católica del Perú y de arquitectura en la Universidad Ricardo Palma.

## Libros publicados

### Relato
- Un único desierto, Lima, Editorial Australis, 1997. Barcelona, Seix Barral, 2017;
- Cuarenta sílabas, catorce palabras, Lima, Grupo Editorial Huaca Prieta/ Lluvia Editores, 2005;

### Novela
- Casa, (con ilustraciones de Mónica Prochazka). Lima, Lluvia Editores, 2004. Madrid, 451 Editores, 2007. ISBN 978-8-49-682206-1.
- Test de Turing, Lima, Lluvia Editores, 2005;[1]

## Obra publicada en antologías
- 17 fantásticos cuentos peruanos (selección de Gabriel Rimachi Salier y Carlos Sotomayor), Lima, Editorial Casatomada, 2008;[2]

## Obra traducida al francés
- La Courte Mer, traducción de Serge Mestre, en Les Bonnes Nouvelles de l'Amérique Latine, Gallimard, Du monde entier, 2010. ISBN 978-2-07-012942-3